# 硫鸟嘌呤
硫鸟嘌呤（英語：Tioguanine，也称作硫代鸟嘌呤，6-硫代鸟嘌呤，缩写6-TG）是一种用于治疗急性骨髓性白血病（AML）急性淋巴性白血病（ALL）和慢性粒细胞性白血病（CML）的化疗药物，可口服给药，不建议长期使用。
常见的副作用有骨髓抑制、肝损伤和口腔炎症等，建议服药时每周进行肝功能測試确定肝酶活性，具有硫嘌呤甲基转移酶缺陷的人有更高的副作用风险。硫鸟嘌呤属于抗代谢物类药物，是鸟嘌呤的类似物，可扰乱DNA和RNA合成。
硫鸟嘌呤开发于1949到1951年间，列入了世界卫生组织基本药物标准清单。

## 延伸阅读
- U.S. National Center for Biotechnology Information: Medical Genetics Summaries - Thioguanine Therapy and TPMT Genotype （页面存档备份，存于）